# Governo Abela I
Il Governo Abela I è stato il governo di Malta, dal 15 gennaio 2020 al 30 marzo 2022, durante la 13ª legislatura della Camera dei rappresentanti.

## Situazione parlamentare
| Camera              | Collocazione | Partiti                  | Seggi   |
| ------------------- | ------------ | ------------------------ | ------- |
| Parlamento di Malta | Maggioranza  | PL (36)                  | 36 / 67 |
| Parlamento di Malta | Opposizione  | PN (28), PD (2), IND (1) | 31 / 67 |

## Storia
Guidato dal nuovo Primo ministro laburista Robert Abela, il governo era costituito e appoggiato dal solo Partito Laburista (PL), che disponeva di 37 deputati su 67, ovvero il 55,2% dei seggi della Camera dei rappresentanti.
Questo governo si è formato dopo le dimissioni di Joseph Muscat, al potere dal 2013, e succede quindi al secondo governo Muscat. 
Il 1º dicembre 2019 Muscat annuncia le due dimissioni entro il mese successivo a causa della crisi provocata dall'inchiesta sull'assassinio della giornalista investigativa Daphne Caruana Galizia; il 12 gennaio viene sostituito alla direzione del Partito da Abela, deputato sempliche che sconfigge il vice-Primo ministro uscente Chris Fearne.
Il 13 gennaio Abela giura come nuovo capo dell'esecutivo, mentre la lista dei ministri viene presentata dopo due giorni, il 15 gennaio, e lo stesso giorno avviene il giuramento del Governo.

## Composizione
| Carica | Titolare | Titolare | Titolare                                                   | Partito |
| --- | -------- | -------- | ---------------------------------------------------------- | ------- |
| Primo ministro                                                                                               |          |          | Robert Abela                                               | PL      |
| Vice-Primo ministro Sanità                                                                                   |          |          | Chris Fearne                                               | PL      |
| Affari esteri e Unione europea                                                                               |          |          | Evarist Bartolo                                            | PL      |
| Giustizia, uguaglianza e governance                                                                          |          |          | Edward Zammit Lewis (Fino al 23 Novembre 2020)             | PL      |
| Finanze e servizi finanziari                                                                                 |          |          | Edward Scicluna (Fino al 23 Novembre 2020)                 | PL      |
| Economia, investimenti e piccole imprese                                                                     |          |          | Silvio Schembri                                            | PL      |
| Turismo |          |          | Julia Farrugia Portelli (Fino al 23 Novembre 2020)         | PL      |
| Ministro per l'inclusione e il benessere sociale                                                             |          |          | Julia Farrugia Portelli (Dal 23 Novembre 2020)             | PL      |
| Ministro del Turismo e della Tutela dei Consumatori                                                          |          |          | Clayton Bartolo (Dal 23 Novembre 2020)                     | PL      |
| Ministro della giustizia e del governo                                                                       |          |          | Edward Zammit Lewis (Dal 23 Novembre 2020)                 | PL      |
| Ministro per le pari opportunità, l'innovazione, la ricerca e il coordinamento della strategia post Covid-19 |          |          | Owen Bonnici (Dal 23 Novembre 2020)                        | PL      |
| Ministro dell'Istruzione                                                                                     |          |          | Justyne Caruana (Dal 23 Novembre 2020 al 27 Dicembre 2021) | PL      |
| Ministro dell'Istruzione e dello Sport                                                                       |          |          | Clifton Grima (Dal 27 Dicembre 2021)                       | PL      |
| Ministro delle Finanze e del Lavoro                                                                          |          |          | Clyde Caruana (Dal 23 Novembre 2020)                       | PL      |
| Ministro dell'energia, delle imprese e dello sviluppo sostenibile                                            |          |          | Miriam Dalli (Dal 23 Novembre 2020)                        | PL      |
| Ministro per gli anziani e l'invecchiamento attivo                                                           |          |          | Michael Farrugia (Dal 23 Novembre 2020)                    | PL      |
| Energia e acque                                                                                              |          |          | Michael Farrugia (Fino al 23 Novembre 2020)                | PL      |
| Istruzione e impiego                                                                                         |          |          | Owen Bonnici (Fino al 23 Novembre 2020)                    | PL      |
| Interni, sicurezza nazionale e rispetto delle leggi                                                          |          |          | Byron Camilleri                                            | PL      |
| Patrimonio nazionale, arti e collettività locali                                                             |          |          | José Herrera                                               | PL      |
| Ambiente, sviluppo del territorio e cambiamento climatico                                                    |          |          | Aaron Farrugia                                             | PL      |
| Agricoltura, pesca, diritti degli animali e consumi                                                          |          |          | Clint Camilleri (fino al 20/01/2020)                       | PL      |
| Agricoltura, pesca, diritti degli animali e consumi                                                          |          |          | Anton Refalo                                               | PL      |
| Trasporti, infrastrutture e grandi opere                                                                     |          |          | Ian Borg                                                   | PL      |
| Gozo |          |          | Justyne Caruana (fino al 20/01/2020)                       | PL      |
| Gozo |          |          | Clint Camilleri                                            | PL      |
| Ministro senza portafoglio (con delega allo sviluppo sostenibile e al dialogo sociale)                       |          |          | Carmelo Abela                                              | PL      |
| Famiglia, infanzia e solidarietà sociale                                                                     |          |          | Michael Falzon                                             | PL      |
| Housing sociale                                                                                              |          |          | Roderick Galdes                                            | PL      |